# Cameraria diabloensis
Cameraria diabloensis là một loài bướm đêm thuộc họ Gracillariidae. Nó được tìm thấy ở Hoa Kỳ (California).
Chiều dài cánh trước là 3.3-4.3 mm.
Ấu trùng ăn Quercus chrysolepis var. nana. Chúng ăn lá nơi chúng làm tổ.